# Lasioglossum ohei
Lasioglossum ohei là một loài Hymenoptera trong họ Halictidae. Loài này được Hirashima & Sakagami mô tả khoa học năm 1966.